# 管弦楽組曲
管弦楽組曲（かんげんがくくみきょく）または「序曲」（じょきょく）（ドイツ語: Orchestersuite, Ouvertüre, フランス語: Suite d'orchestre, Ouverture, 英語: Orchestral Suite, Overture）は、
1. （一般音楽用語としての「管弦楽組曲」は）オーケストラのための組曲全般。
2. （バロック音楽の分野においては）18世紀前半頃にドイツを中心として盛んに作曲された、管弦楽合奏による組曲。フランス風序曲形式の序曲を筆頭に、舞曲を主体とする小曲が数曲続く構成を持つ。詳細はフランス風序曲の項目を参照。ゲオルク・フリードリヒ・ヘンデルの『水上の音楽』や『王宮の花火の音楽』、ゲオルク・フィリップ・テレマンの『ターフェルムジーク』（食卓の音楽）や『ハンブルクの潮の満ち干』（水上の音楽）などが知られる。なお、当時は、フランス風序曲に始まる作品という意味で、組曲全体を「序曲」（Ouvertüre）と呼ぶことが一般的であった。
3. 2の中でも今日特に広く知られるヨハン・ゼバスティアン・バッハ作曲『管弦楽組曲』(BWV 1066-1069)。今日では単に「管弦楽組曲」といえば、この作品を指すことが多い。以下に詳述する。

## 経緯
ヨハン・ゼバスティアン・バッハの『管弦楽組曲』はブランデンブルク協奏曲と並ぶその代表的管弦楽作品の一つである。BWV 1066から1069までの、独立した4組曲から成る。それぞれバリエーション豊かな4作品は当時の様々な舞曲や宮廷音楽の集大成であり、またフランス風序曲形式の一つの完成体を見ることができる。
成立年代はそれぞれ、バッハが世俗器楽曲を多数作曲したケーテン時代(1717年-1723年)、またはそれ以前のヴァイマル（1708年-1717年）時代と考えられる。だが、トランペットやティンパニを含む第3・第4組曲などの編成を見ると、当時のケーテン宮廷の小規模な楽団には不釣り合いと思われ、のちのライプツィヒ時代（1723年以降）に、コレギウム・ムジクムでの演奏のために大幅に加筆された可能性が高い。また第4組曲の序曲は、ヴィヴァーチェ部分に合唱を加えて、カンタータ110番の冒頭合唱曲に転用されている。なお、「第5番」とされた管弦楽組曲 ト短調 BWV 1070は、今日では長男フリーデマンの作との見方が有力である。
バッハはこの作品群を「組曲」（Suite）とは呼ばなかった。というのも、バッハにとって組曲とはもっとも狭義の組曲、すなわちアルマンド、クーラント、サラバンド、ジーグの4曲から成る組曲、ないしそれにいくらかの舞曲を加えたものでなければならなかったからである。従ってこれら作品は前述の通り、「序曲に始まる作品」というような意味で「序曲」 (Ouvertüre) と呼ばれていたようである。これに基づき、新しいバッハ全集では「4つの序曲（管弦楽組曲）」としている。

## 編成
この序曲群もオリジナル版は散逸或いは破棄されたと考えられている。非常に有名な第2組曲のフルートパートですら、オーボエパートから直されたことが解っている。第3と第4組曲のトランペットとティンパニのパートは前述の通り無造作に書き加えられており、本来は「オーボエ一本と弦楽(第2)」+「オーボエ二本と弦楽(第3)」+「オーボエ二本とファゴットと弦楽(第1)」+「オーボエ三本とファゴットと弦楽(第4)」の四曲セットで構想されている可能性が強い。しかしながら、本来のヴァージョンがなぜ現存しないのか、詳しいことは余りわかっていない。
現代では第2組曲と第3組曲の演奏機会が多く、グスタフ・マーラーによる編曲版（下記「マーラー版」の項参照）もある。中でも第3組曲第2曲は通称「G線上のアリア」として有名であるが、これは編曲者アウグスト・ウィルヘルミの脚色による。年代から見て、オリジナルの第2組曲と第3組曲のContinuoパートにViolone Grosso (Violone 16'）は編成内に存在していなかったと思われるが、現在はほぼ全ての団体が演奏会のためにGrossoを入れて音響バランスを調整している。チェロが全て「肩掛けタイプ」だったかどうかは、まだ解っていない。本来オリジナル版は小規模な室内合奏を想定されていたが、旧バッハ全集を編んだ後世の人間が「管弦楽組曲」と流布したために、全ての組曲が室内オーケストラで演奏される風習を招いたと考えられている。

## 楽曲解説

### 第1番 BWV 1066
ハ長調。演奏時間は約20～25分。
オーボエ2本とファゴットがトリオソナタ的な独奏ポジションを与えられ（＝コンチェルティーノ）、コレッリ様式の合奏協奏曲に近い編成となっている。
編成
- オーボエ 2
- ファゴット （通奏低音も兼ねる）
- ヴァイオリン 2パート
- ヴィオラ
- 通奏低音（チェロ、コントラバス、チェンバロで演奏される）

構成
1. 序曲 4/4 - 2/2
2. クーラント 3/2
3. ガヴォット I - II - I 2/2
4. フォルラーヌ
5. メヌエット I - II - I 3/4
6. ブーレ I - II - I 2/2（ブーレIIはハ短調）
7. パスピエ I - II - I 3/4

### 第2番 BWV 1067
ロ短調。演奏時間は約20～25分。合奏協奏曲的な第1番に対して、2番はフルートが主に活躍し、フルート協奏曲といってよい形式を取る。今日ではフルート奏者にとって極めて重要なレパートリーとなっている。
編成
- フルート（フラウト・トラヴェルソ）
- ヴァイオリン 2パート
- ヴィオラ
- 通奏低音（チェロ、コントラバス、チェンバロで演奏される）

構成
1. 序曲 4/4 - 2/2 - 3/4
2. ロンド 2/2
3. サラバンド 3/4
4. ブーレ I - II - I 2/2
5. ポロネーズ 3/4
中間部はドゥーブルとされ、主部の旋律がバスに移りフルートがオブリガートを奏でる。
6. メヌエット 3/4
7. バディヌリー 2/4

### 第3番 BWV 1068
ニ長調。演奏時間は約20～25分。
編成
- トランペット 3
- ティンパニ 一対
- オーボエ 2
- ヴァイオリン 2パート
- ヴィオラ
- 通奏低音（チェロ、コントラバス、チェンバロで演奏される。楽譜に指定はないが、ファゴットが使用されることもある。）

構成
1. 序曲 4/4 - 2/2
2. エール（エア、アリア） 4/4
弦楽器と通奏低音だけで演奏される。ヴァイオリニストのアウグスト・ウィルヘルミによって、「G線上のアリア」として編曲されて有名となった。
3. ガヴォット 2/2
4. ブーレ 2/2
5. ジーグ 6/8

### 第4番 BWV 1069
ニ長調。演奏時間は約20分。
編成
- トランペット 3
- ティンパニ 一対
- オーボエ 3
- ファゴット （通奏低音も兼ねる）
- ヴァイオリン 2パート
- ヴィオラ
- 通奏低音（チェロ、コントラバス、チェンバロで演奏される）

構成
1. 序曲 4/4 - 9/8 - 4/4
2. ブーレ I - II - I 2/2（ブーレIIはロ短調）
3. ガヴォット 2/2
4. メヌエット 3/4
5. レジュイサンス (rejouissance) 3/4
舞曲の名称ではなく、フランス語で「歓喜」の意味。

## マーラー版
マーラーのニューヨーク時代である1909年に編曲され、同年11月10日に初演。翌1910年に出版された。第2番と第3番から自由に楽曲を抜粋し再構成したものである。楽器編成やアクセントの付け方等で原曲と異なる部分がある。演奏時間は約25分。
編成
- 弦合奏（室内オーケストラの編成ではなく、フルオーケストラの編成である）
- フルート 1
- オーボエ 2
- トランペット 3
- ティンパニ 一対
- 通奏低音（ピアノ、オルガン。前者はチェンバロでもよいが、ピアノ、それも音色がチェンバロ的なフォルテ・ピアノの方が音量が出るので好都合）
- 必要に応じてクラリネット 1

構成
1. 序曲 4/4（第2番より）
  - 編成は原曲とほぼ同一だが、通奏低音にオルガンが加わる。
2. ロンドとバディヌリー 2/2 - 2/4 - 4/4（第2番より）
  - ロンド→バティヌリー→ロンドの順で演奏。編成は原曲とほぼ同一だが、オルガンの出番はこの楽章で終わり。
3. アリア 4/4（第3番より）
  - 編成は原曲と同一である。
4. ガヴォット 2/2（第3番より）
  - 編成は原曲と同一である。